# Правительство Архангельской области
Правительство Архангельской области — высший орган исполнительной власти в Архангельской области. Правительство региона отвечает за реализацию государственной политики, управление региональными ресурсами и координацию работы государственных учреждений. Правительство также занимается вопросами социально-экономического развития региона и обеспечивает выполнение законов и нормативных актов на территории области.
Правительство возглавляет Первый заместитель Губернатора Архангельской области. Членами правительства  являются заместители Губернатора заместители Председателя, руководитель Администрации и министры.

## История

### Архангельское губернское правление
Архангельское губернское правление было учреждено по указу Павла I от 12 декабря 1796 года вместо наместнического правления.
Оно являлось исполнительным органом губернатора и состояло из:
— общего присутствия как совещательного коллегиального органа при губернаторе;
— канцелярии.
Возглавлялось губернатором. Канцелярия делилась на экспедиции, отделения, столы.
Губернское правление было упразднено после февральской революции 1917 года.

### Архангельский облисполком
Архангельский облисполком — это орган исполнительной власти Архангельской области, существовавший с 1937 по 1991 год.
Председатели облисполкома: Григорий Кочуров (1937–1938), Василий Жидилягин (1938–1939), Василий Мусинский (1939), Михаил Огарков (1939–1942), Александр Фёдоров (1942–1946), Иван Латунов (1946–1948), Пётр Минин (1948–1952), Сергей Моликов (1952–1957), Константин Новиков (1957–1960), Владимир Агибалов (1960–1965), Константин Костров (1965–1975), Виктор Третьяков (1975–1990), Павел Балакшин (1990–1991).

В настоящее время функции облисполкома выполняет Правительство Архангельской области.

## Полномочия
Согласно ст. 31.2 Устава Архангельской области, правительство:
- осуществляет в пределах своих полномочий меры по обеспечению комплексного социально-экономического развития Архангельской области, проведению единой государственной политики в области финансов, науки, образования, здравоохранения, культуры, физической культуры и спорта, социального обеспечения, безопасности дорожного движения и экологии, по реализации, обеспечению и защите прав и свобод человека и гражданина, охране собственности и общественного порядка, противодействию терроризму и экстремизму, борьбе с преступностью;
- осуществляет в пределах своих полномочий меры по обеспечению государственных гарантий равенства прав, свобод и законных интересов человека и гражданина независимо от расы, национальности, языка, отношения к религии и других обстоятельств; предотвращению ограничения прав и дискриминации по признакам социальной, расовой, национальной, языковой или религиозной принадлежности; сохранению и развитию этнокультурного многообразия народов Российской Федерации, проживающих на территории субъекта Российской Федерации, их языков и культуры; защите прав национальных меньшинств; социальной и культурной адаптации мигрантов; профилактике межнациональных (межэтнических) конфликтов и обеспечению межнационального и межконфессионального согласия;
- разрабатывает проект областного закона об областном бюджете и представляет его Губернатору Архангельской области для внесения в областное Собрание, разрабатывает проект областного закона о бюджете территориального фонда обязательного медицинского страхования Архангельской области и вносит его в областное Собрание;
- определяет порядок разработки и корректировки документов стратегического планирования Архангельской области, находящихся в ведении Правительства Архангельской области, и утверждает (одобряет) такие документы;
- обеспечивает исполнение областного бюджета в пределах полномочий, установленных бюджетным законодательством Российской Федерации, готовит ежегодный отчет об исполнении областного бюджета и представляет его Губернатору Архангельской области для внесения в областное Собрание, готовит ежегодный отчет об исполнении бюджета территориального фонда обязательного медицинского страхования Архангельской области и вносит его в областное Собрание;
- обеспечивает подготовку ежегодных отчетов о результатах деятельности Правительства Архангельской области, сводного годового доклада о ходе реализации и об оценке эффективности государственных программ Архангельской области, ежегодных отчетов о ходе исполнения плана мероприятий по реализации стратегии социально-экономического развития Архангельской области для представления их Губернатором Архангельской области в областное Собрание;
- формирует иные исполнительные органы государственной власти Архангельской области, в том числе утверждает положения о них;
- управляет и распоряжается государственной собственностью Архангельской области в пределах полномочий, установленных областными законами, а также управляет федеральной собственностью, переданной в управление Архангельской области в соответствии с федеральными законами и иными нормативными правовыми актами Российской Федерации;
- имеет право предложить органу местного самоуправления, выборному или иному должностному лицу местного самоуправления привести в соответствие с законодательством Российской Федерации принятые ими правовые акты в случае, если указанные акты противоречат Конституции Российской Федерации, федеральным конституционным законам, федеральным законам и иным нормативным правовым актам Российской Федерации, Уставу Архангельской области, областным законам и иным нормативным правовым актам Архангельской области, а также имеет право обратиться в суд;
- рассматривает проекты областных законов перед внесением их Губернатором Архангельской области в областное Собрание, обладает правом законодательной инициативы в областном Собрании;
- осуществляет возложенные на него полномочия, установленные нормативными правовыми актами Президента Российской Федерации и нормативными правовыми актами Правительства Российской Федерации, предусматривающими передачу осуществления органам исполнительной власти субъектов Российской Федерации отдельных полномочий федеральных органов исполнительной власти в соответствии с пунктом 7.1 статьи 26.3 Федерального закона от 6 октября 1999 года N 184-ФЗ «Об общих принципах организации законодательных (представительных) и исполнительных органов государственной власти субъектов Российской Федерации»;
- решает вопросы внутреннего распорядка своей деятельности;
- обеспечивает координацию деятельности исполнительных органов государственной власти Архангельской области и органов местного самоуправления по организации работы по проведению независимой оценки качества условий оказания услуг организациями в сфере культуры, охраны здоровья, образования, социального обслуживания, которые расположены на территории Архангельской области, и устранению недостатков, выявленных по результатам такой оценки;
- осуществляет иные полномочия, установленные федеральными конституционными законами, федеральными законами, Уставом Архангельской области и областными законами, а также соглашениями с федеральными органами исполнительной власти.

## Состав
- Алсуфьев, Алексей Владимирович, первый заместитель Губернатора — председатель Правительства Архангельской области
- Петросян, Ваге Самвелович, первый заместитель Губернатора — руководитель администрации Архангельской области Губернатора Архангельской области и Правительства Архангельской области
- Пивков, Сергей Анатольевич, заместитель Губернатора Архангельской области
- Ипатов, Михаил Викторович, заместитель Губернатора Архангельской области по внутренней политике
- Автушенко, Евгений Владимирович, заместитель председателя Правительства Архангельской области
- Дементьев, Иван Александрович, заместитель председателя Правительства Архангельской области
- Иконников, Виктор Михайлович, заместитель председателя Правительства Архангельской области — министр экономического развития, промышленности и науки

Архангельской области
- Рожин, Дмитрий Васильевич, заместитель председателя Правительства Архангельской области
- Старжинская, Олеся Борисовна, заместитель председателя Правительства Архангельской области
- Бажанова, Ирина Борисовна, министр агропромышленного комплекса и торговли
- Мураев, Игорь Геннадиевич, министр природных ресурсов и лесопромышленного комплекса
- Герштанский, Александр Сергеевич, Исполняющий обязанности министра здравоохранения
- Ковалева, Ирина Николаевна, министр имущественных отношений
- Русинов, Олег Владимирович, министр образования и науки
- Роднев, Сергей Витальевич, министр транспорта
- Кулявцев, Иван Святославович, министр экономического развития
- Скубенко, Игорь Васильевич, министр труда, занятости и социального развития
- Поташев, Андрей Петрович, министр топливно-энергетического комплекса и жилищно-коммунального хозяйства
- Окладников, Павел Анатольевич, министр связи и информационных технологий
- Усачёва, Елена Юрьевна, министр финансов
- Полежаев, Владимир Геннадьевич, министр строительства и архитектуры
- Светлова, Оксана Сергеевна, министр культуры

## Представитель вСовете ФедерацииФедерального Собрания
- Борисов Юрий Иванович ― с 20 мая 2025 года